# Веселе (Розквітівська сільська громада)
Весе́ле — село Розквітівської сільської громади у Березівському районі Одеської області в Україні. Населення становить 127 осіб.

## Населення
Згідно з переписом 1989 року населення села становило 143 особи, з яких 67 чоловіків та 76 жінок.
За переписом населення 2001 року в селі мешкало 127 осіб. 100 % населення вказало своєю рідною мовою українську мову.